# NGC 76
NGC 76 (ook wel PGC 1267, UGC 185, MCG 5-1-72 of ZWG 499.111) is een sterrenstelsel in het sterrenbeeld Andromeda.
NGC 76 werd op 22 september 1884 ontdekt door de Franse astronoom Guillaume Bigourdan.